# 超原子
超原子是一个表现出元素的原子性质的原子团簇。钠原子从蒸汽冷却时自然凝结成团簇时优先含有原子个数为（2，8，20，40，58等）的幻數。前两个可以被看作是需要分别填充的第一和第二壳的电子数目。超原子中的自由电子占据整个的原子团外层，而不是分散在单个的原子上。价电子光谱性质及团簇作为整体所具有的化学价态要与相应的原子相似。根据超原子特殊的物理化学特性及潜在的应用价值，有人提出了三维元素周期表的概念。比如TiO、ZrO和WC分别是金属Ni、Pd和Pt的“超级原子”。

## 铝原子簇
- Al7 = 性质类似锗原子
  - Al7− = 性质类似于碳或硅原子的2价和4价
- Al13 = 性质类似卤素，氯原子[2]
  - Al13Ix−, x = 1–13= 性质类似惰性元素[3]
- Al14 = 性质类似碱土金属[4][5]
  - Al14Ix−, x = 1–14.[3]
- Al23
- Al37
- Al5Bi

## 磁性超原子
在过渡金属中掺杂的金属超原子中同时存在近自由电子轨道和局域d轨道，d轨道电子贡献了超原子磁矩，而其他近自由电子使超原子具有高稳定性。
- CsNa8 = 性质类似于单个Mn原子
- TiNan(n=1～13)
- FeMg8 = 兼具磁性和导电性
- VCs8 = 兼具磁性和导电性
- ScCs12
- MnAuz4(SH)18

## 超卤素
化合物具有超卤素（superhalogen）特性用MXk+1−来表示，M代表一个主族(包含氢原子 )或过渡金属原子，X代表一个卤素原子，k代表M原子的最正价。
- MX2−(M=Li，Na；X=Cl，Br，I)
- MgX3−、CaX3−(X=F，Cl，Br)．
- Mg2F5−
- Mg2Cl5−、Mg2Cl7−
- BX4−、AlX4−(X=F，Cl，Br)
- Al(BH4)n=l～4、Al(BF4)n=l～4
- MC14−(M=Sc，Y，La)

## 超碱金属
化合物具有超碱金属特性用YMk+1来表示，Y代表一个主族或过渡金属原子，M代表一个碱金属原子，k代表Y原子的最高负价。
- XLin(n=2,3；X=F，CI，Br，I)
- OM3(M=Li，Na，K)
- LinFn+(n=3，4)
- NLil5
- BLil5
- Na2X(X=SH，SCH3，OCH3，CN，N3)
- Na2XY(X=同上)(Y=MgCl3，Cl，NO2)．
- B2Li11
- M2Li2k+1+ (k=3，5，7；M=F，O，N，C，respeetively)

## 超卤素超碱金属化合物
由于超卤素，超碱金属团簇特殊的氧化还原特性 ，因此具有合成超原子间形成的分子（supermolecule）这一类新复合物的可能。
- (Li3)+(SH)-(SH=LiF2，BeF3， BF,4)
- LiBeX3(X=F，Cl，Br)
- BLi6X(X=F，LiF2，BeF3，BF4)

## 其它超原子
- Ag9
- Ag13
- Ag55
- C60 = 富勒烯及其衍生物的也具有超原子态[7]
- 当碳纳米管／氮化硼纳米管轴对称的近自由电子键投影到垂直于轴的平面时，也可以观察到与原子轨道相似的超原子态[8]
- Li(HF)3Li = (HF)3 就像原子核[9]
- VSi16F = 具有离子键[10]
- 13个铂原子的原子簇[11]
- 2000个铷原子的原子簇[12]

## 配体金属团簇超原子
核心是金属超原子的有机配体金属团簇。

### 金配体金属团簇超原子
- RS(AuSR)2 [13]
- Aun(SR)n−1
- Aun(SR)n+1
- Aum(S)n -
- Aum(SR)n+
- Au25–nAgn(SH)1818- (n = 1, 2, 4, 6, 8, 10, 12)  [14]
- Au25(SMe)18− [15]
- Au25(SR)18−
- XAu24(SR)18 (X=Mn，Pd, Ag，Cd)
- Au24(SR)20
- Au102(p-MBA)44 [16][17]
- Au102(SR)44
- Au144(SR)60 [18]

### 其它配体金属团簇超原子
- Ga23(N(Si(CH3)3)2)11[19]
- Al50(C5(CH3)5)12[20]

## 参看
- 玻色–爱因斯坦凝聚